# John Neumeier
 (Milwaukee, 24 febbraio 1942) è un danzatore e coreografo statunitense, direttore del Balletto di Francoforte dal 1969 al 1973 e del Balletto di Amburgo dal 1973 in poi. È autore di celebri coreografie tra le quali in particolare Don Chisciotte (1979), Passione secondo Matteo (1981),  e Sylvia (1997).

## Biografia e opere
John Neumeier inizia a interessarsi al balletto grazie alla lettura di una biografia del leggendario danzatore Vaslav Nijinsky. La figura di Nijinsky sarà al centro di tutto il lavoro coreografico di Neumeier.
Il giovane riceve le prime lezioni di danza nella sua città natale, Milwaukee,  per proseguire la sua formazione a Copenaghen e alla Royal Ballet School di Londra. Dopo un breve ritorno negli Stati Uniti, dove si laurea in letteratura inglese e teatro alla Marquette University di Milwaukee, torna nel 1963 a Londra dove Marcia Haydée e Ray Barra assistono a una sua performance. Entrambi colpiti dal grande potenziale del giovane danzatore, suggeriscono a John Cranko, direttore del Balletto di Stoccarda, di ingaggiarlo nella compagnia tedesca. Neumeier farà parte del Balletto di Stoccarda fino al 1969 come danzatore e solista, e creerà qui le sue prime coreografie.
Nel 1969 riceve l'incarico di direttore del Balletto di Francoforte, che mantiene fino al 1973. Qui si mette in luce con la sua reinterpretazione dei classici, in particolare Lo Schiaccianoci, Romeo e Giulietta e Dafni e Cloe. Nel 1973 viene nominato direttore del Balletto di Amburgo, e da allora, sotto la sua guida, la compagnia diventa una delle più importanti sulla scena internazionale.
Nel 1978 fonda ad Amburgo la scuola di danza del Balletto di Amburgo, di cui è anche direttore, sul modello della John Cranko Schule di Stoccarda. Neumeier è membro della Freie Akademie der Künste di Amburgo e della Akademie der Künste di Berlino.
Maurice Béjart realizza nel 1984 una coreografia da Les Chaises di Eugène Ionesco appositamente per Neumeier e Marcia Haydée come danzatori. Lo spettacolo viene portato in tournée a Bruxelles, New York, Zurigo, Buenos Aires, San Paolo, Rio de Janeiro, Tel Aviv, Tokyo, Berlino, Essen, Dresda, Parigi e Copenaghen. Neumeier, per gratitudine, dedica in seguito a Béjart il suo balletto La signora delle Camelie e nel 1996 un intenso passo a due sull'amicizia come dono di compleanno chiamato "Opus 100 - für Maurice".

### Collaborazioni
Come coreografo ospite, Neumeier collabora con numerosissime istituzioni di prim'ordine nel panorama mondiale della danza.
Di seguito un elenco delle principali collaborazioni.
- American Ballet Theatre di New York (con Getting Closer 1999)
- Royal Ballet di Londra (con Lento, in occasione della riapertura del Royal Opera House)
- Tokyo Ballet di Tokyo (con Seasons – The Colors of Time, per il 35º anniversario, nel 2000)
- Teatro Mariinsky di San Pietroburgo (con Sounds of Empty Pages, dedicato ad Alfred Schnittke, primo coreografo occidentale attivo al Mariinsky da cento anni, nel 2001)
- Compagnia di balletto della Staatsoper di Vienna
- Compagnia di balletto della Semperoper di Dresda
- Bayerischen Staatsballett di Monaco di Baviera
- Balletto della Deutsche Oper di Berlino
- Balletto di Stoccarda
- Balletto di Opera reale danese (con La sirenetta, prima mondiale all'inaugurazione del Teatro dell'Opera di Copenaghen nel 2005, in occasione del 200º anniversario della nascita di Hans Christian Andersen),
- Balletto dell'Opera reale svedese a Stoccolma
- Balletto nazionale finlandese, per il concerto di capodanno dei Wiener Philharmoniker
- Royal Winnipeg Ballet
- National Ballet of Canada
- American Ballet Theatre
- Ballet du XXième siècle di Bruxelles
- Balletto dell'Opéra di Parigi
- Ballet du Grand Théatre de Genève
- San Francisco Ballet

### Coreografie
Anche concentrandosi sui grandi balletti d'azione, Neumeier sperimenta altri generi, come con l'opera nell'Otello di Giuseppe Verdi (messo in scena con l'Opera di Stato della Baviera) e l'Orfeo ed Euridice di Gluck, o il musical West Side Story di Leonard Bernstein all'Opera di Amburgo.
Neumeier istituisce nel 2006 la fondazione John Neumeier (Stiftung John Neumeier) al fine di garantire alla Città di Amburgo l'eredità dei suoi balletti e delle sue opere, e metterli contemporaneamente a disposizione del pubblico.

## Vita privata
Nel 2009, dopo aver ricevuto dalla sua parrocchia di appartenenza gli auguri per il suo 70º compleanno, Neumeier ha chiarito di essere nato nel 1942.

Neumeier dichiara la propria omosessualità e ha un partner stabile.